# École nationale supérieure professionnelle de Tarnów

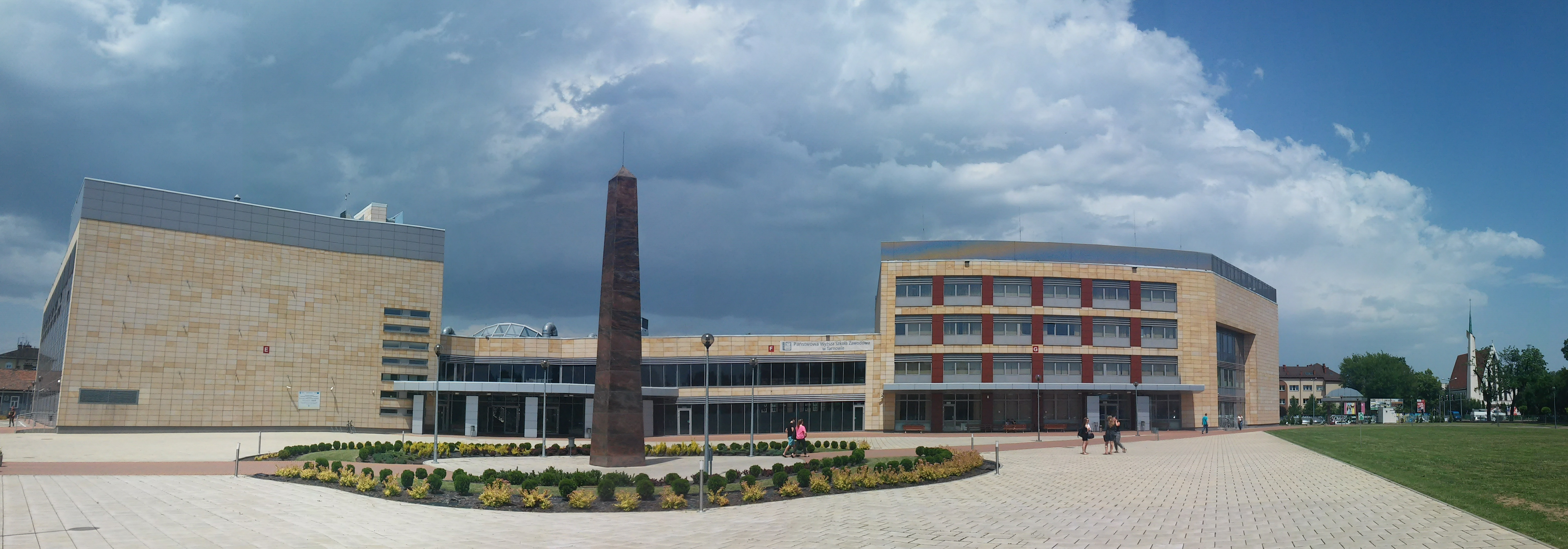
L'Académie de sciences appliquées de Tarnów (façades des bâtiments E, F et G)

L'École nationale supérieure professionnelle de Tarnów (polonais : Państwowa Wyższa Szkoła Zawodowa w Tarnowie ou PWSZ Tarnów par abréviation), est un établissement d'enseignement supérieur en Pologne.
Elle a été créée le 19 mai 1998 par le gouvernement polonais. Elle a pris le 1er mars 2022 le nom d'Académie de sciences appliquées de Tarnów (polonais : Akademia Nauk Stosowanych w Tarnowie ou ANS).
L'école forme des étudiants en 17 domaines d'études (ingénieurs ou bacheliers), y compris de trois au niveau master.

## Organisation
L'établissement est composé de six instituts : 
- Institut des sciences humaines (Instytut Humanistyczny)
- Institut de mathématiques et de sciences naturelles (Instytut Matematyczno-Przyrodniczy)
- Institute polytechnique (Instytut Politechniczny)
- Institut d'administration et économie (Instytut Administracyjno-Ekonomiczny)
- Institut de protection de la santé (Instytut Ochrony Zdrowia)
- Institut des beaux-arts (Instytut Sztuki)

## Liste des recteurs
- 1998-2007 Adam Juszkiewicz
- 2007-2015 Stanisław Komornicki
- 2015-2019 Jadwiga Laska